# Zlato(I) bromid
Zlato(I) bromid se može formirati sintezom iz elemenata ili parcijalnom dekompozicijom zlato(III) bromida uz pažljivu kontrolu temperature i pritiska. On se javlja u dve modifikacije. Jedna (I-AuBr) je izostrukturna sa zlato(I) hloridom i ima centralnu tetragonalu jediničnu ćeliju sa a=6.734A i c=8.674A i prostornu grupu I41/amd. Druga je izostrukturna sa zlato(I) jodidom i ima primitivnu tetragonalnu ćeliju a=4.296A i c=12.146A i prostornu grupu P42/ncm. Jednostavni kristali obe modifikacije se mogu uvećati pomoću transporta hemijske pare. Male količine Al, Ga ili Fe su korišćene kao katalizatori transportnog procesa pri formiranju I-AuBr modifikacije.

## Spoljašnje veze
- Gold bromide on webelements